# Circonscription autonomique de Badajoz
Ne doit pas être confondu avec Circonscription électorale de Badajoz.
La circonscription électorale de Badajoz est l'une des deux circonscriptions électorales d'Estrémadure pour les élections à l'Assemblée d'Estrémadure.
Elle correspond géographiquement à la province de Badajoz.

## Synthèse
| AP & alliés |       | 11 | 9  |    |    |    |    |    |    |    |    |    |  |  |
| IU - PCE    |       | 3  | 2  | 3  | 4  | 2  | 2  |    | 2  |    |    |    |  |  |
| PSOE        |       | 20 | 19 | 21 | 17 | 19 | 20 | 21 | 17 | 18 | 20 | 16 |  |  |
| EU          |       | 1  |    |    |    |    |    |    |    |    |    |    |  |  |
| CDS         |       |    | 5  | 2  |    |    |    |    |    |    |    |    |  |  |
| PP          |       |    |    | 9  | 14 | 15 | 13 | 14 | 17 | 15 | 10 | 15 |  |  |
| Podemos     |       |    |    |    |    |    |    |    |    | 3  |    |    |  |  |
| UP          |       |    |    |    |    |    |    |    |    |    | 2  | 2  |  |  |
| Cs          |       |    |    |    |    |    |    |    |    |    | 4  |    |  |  |
| Vox         |       |    |    |    |    |    |    |    |    |    |    | 3  |  |  |
|             |       |    |    |    |    |    |    |    |    |    |    |    |  |  |
| Total       | Total | 35 | 35 | 35 | 35 | 36 | 35 | 35 | 36 | 36 | 36 | 36 |  |  |

## Résultats détaillés

### 1983
| Parti     | Parti | Députés élus |
| --------- | ----- | --- |
| PSOE-Ex   |       | Juan Carlos Rodríguez Ibarra, José Antonio Jiménez García, Francisco Carlos España Fuentes, Antonio Rosa Plaza, Eugenio Álvarez Gómez, Alfredo Gimeno Ortiz, Juan Serna Martín, Matías Martínez-Pereda Rodríguez, Antonio Vélez Sánchez, Antonio Pérez Morillo, Luis María González-Haba Guisado, Manuel Vargas Bermejo, Luis Zarallo Cortés, Francisco Macías Martín, Juan Manzano Sánchez, Ildefonso Gata Pimienta, Santiago Díaz Muñoz, Luis Moreno Gamito, Matías Ramos Ruiz, Manuel Calzado Galván |
| AP-PDP-UL |       | Adolfo Díaz-Ambrona Bardají, Luciano Pérez de Acevedo y Amo, Eduardo Baselga García-Escudero, Fernando Palacios Alcántara, Isidoro Hernández-Sito García-Blanco, Juan Carrasco García, Juan José Pérez Regadera, Jesús Vicente Sánchez Cuadrado, Jacinto Sánchez García, Francisco Luna Ortiz, Juan Ignacio Barrero |
| PCE       |       | Manuel Parejo González, José Benítez-Donoso Lozano, José Ángel Calle Grajera |
| EU        |       | Fernando Baselga Neyra |

- José Ángel Calle (PCE) est remplacé en mars 1984 par Alejandro Nogales Hernández.
- Ildefonso Gata (PSOE) est remplacé en mai 1985 par Emiliano Jiménez Aparicio.

### 1987
| Parti   | Parti | Députés élus |
| ------- | ----- | --- |
| PSOE-Ex |       | Juan Carlos Rodríguez Ibarra, José Antonio Jiménez García, Eugenio Álvarez Gómez, Francisco Carlos España Fuentes, Francisco Amarillo Doblado, Antonio Rosa Plaza, Alfredo Gimeno Ortiz, Manuel Rojas Torres, Antonio Vélez Sánchez, Matías Martínez-Pereda Rodríguez, Santiago Díaz Muñoz, María Jesús Checa Simó, Miguel López Guerrero, Juan Manzano Sánchez, Francisco Macías Martín, Vicente Herrera Silva, Manuel Vargas Bermejo, Manuel Calzado Galván, Luis Moreno Gamito |
| AP      |       | Adolfo Díaz-Ambrona Bardají, Jesús Vicente Sánchez Cuadrado, Juan Ignacio Barrero, José Vázquez Álvarez, Isidoro Hernández-Sito García-Blanco, Jacinto Sánchez García, Fernando Palacios Alcántara, Manuel Jesús Morán Rosado, Antonio Miranda Trenado |
| CDS     |       | Tomás Martín Tamayo, Juan José Sierra Romero, Inocente Mayoral Sánchez, César Díez Solís, Marceliano Martín Martín |
| IU      |       | Manuel Parejo González, Alejandro Nogales Hernández |

- Antonio Rosa (PSOE) est remplacé en juin 1988 par Antonio Risco Rodríguez.
- Miguel López (PSOE) est remplacé en décembre 1988 par Fernando Caballero Fernández.
- Isidoro Hernández-Sito (AP) est remplacé en novembre 1989 par José Antonio Rivas Merino.
- Inocente Mayoral (CDS) est remplacé en décembre 1990 par Joaquín Jesús Garrido Vázquez.

### 1991
| Parti   | Parti | Députés élus |
| ------- | ----- | --- |
| PSOE-Ex |       | Juan Carlos Rodríguez Ibarra, Ramón Ropero Mancera, Eugenio Álvarez Gómez, Francisco Amarillo Doblado, Matías Martínez-Pereda Rodríguez, Vicente Herrera Silva, Francisco Carlos España Fuentes, Juan Manuel Romera Fernández, Manuela Frutos Gama, Manuel Calzado Galván, Santiago Díaz Muñoz, Mercedes Amado Albano, Francisco Macías Martín, María Dolores Sánchez Díaz, Fernando Caballero Fernández, José Muñoz Núñez, Federico Ruiz Sánchez, José Antonio Trinidad Galán, Josefina Adoración Llinares Nicolau, Antonio Risco Rodríguez, José Martín Martín |
| PP      |       | Jesús Vicente Sánchez Cuadrado, Francisco Luna Ortiz, Gerardo Galán Marrupe, José Vázquez Álvarez, Mariano Gallego Barrero, Inocente Mayoral Sánchez, Pedro Acedo Penco, Manuel Jesús Morán Rosado, Manuel Torres Jiménez |
| IU      |       | Manuel Parejo González, Alejandro Nogales Hernández, María Yolanda Hernández Domínguez |
| CDS     |       | Tomás Martín Tamayo, Juan José Sierra Romero |

- Yolanda Hernández (IU) est remplacée en mai 1992 par Manuel Cañada Porras.
- Alejandro Nogales (IU) est remplacé en octobre 1992 par María Teresa Rejas Rodríguez.
- Dolores Sánchez (PSOE) est remplacée en juin 1993 par Filomena Bazaga Agudo.
- Manuel Parejo (IU) est remplacé en octobre 1994 par Alberto Asúar Ramírez.
- Manuela Frutos (PSOE) est remplacée en juin 1994 par José Vera Madrid.

### 1995
| Parti    | Parti | Députés élus |
| -------- | ----- | --- |
| PSOE-Ex  |       | Juan Carlos Rodríguez Ibarra, Manuel Rojas Torres, Lorenzo Jesús Blanco Nieto, Vicente Herrera Silva, Mercedes Amado Albano, Ramón Rocha Maqueda, Juan Manuel Romera Fernández, Francisco Macías Martín, Gabriel Montesinos Gómez, Isabel Carrillo Pardo, José Luis Viñuela Díaz, Juan Sánchez Moreno, Manuel Calzado Galván, Juan Manuel Rodríguez Tabares, María Concepción Chavero Carrizosa, José Martín Martín, Santiago Díaz Muñoz |
| PP       |       | Juan Ignacio Barrero, Jesús Vicente Sánchez Cuadrado, Gerardo Galán Marrupe, Óscar Baselga Laucirica, Cristina Herrera Santa-Cecilia, Mariano Gallego Barrero, Inocente Mayoral Sánchez, César Díez Solís, Pedro Acedo Penco, María Dolores Moreno Saura, José Vázquez Álvarez, Manuel Jesús Morán Rosado, José Luis Santos Santos, Manuel Meléndez Martínez                                                                             |
| IU-LV-CE |       | Juan Ricardo Sosa Castaño, Manuel Cañada Porras, María Teresa Rejas Rodríguez, Emilio Durán Ruiz |

- Juan Ignacio Barrero (PP) est remplacé en avril 1996 par Francisco Gaspar López.
- Óscar Baselga (PP) est remplacé en mai 1996 par Manuel Moreno Blázquez.
- Dolores Moreno (PP) est remplacée en novembre 1996 par Domingo José Hidalgo Rodríguez.
- Juan Sosa (IU) est remplacé en mai 1997 par Luciano Fernández Gómez.

### 1999
| Parti     | Parti | Députés élus |
| --------- | ----- | --- |
| PSOE-Ex-p |       | Juan Carlos Rodríguez Ibarra, Pilar Blanco-Morales Limones, Luciano Fernández Gómez, Manuela Frutos Gama, Lorenzo Jesús Blanco Nieto, José Luis Viñuela Díaz, Juan Manuel Rodríguez Tabares, Mercedes Amado Albano, Alfredo Gimeno Ortiz, María Ascensión Murillo Murillo, Soledad Pérez, Francisco Macías Martín, Ramón Rocha Maqueda, José Martín Martín, José Santiago Lavado, María del Rosario Martín Martín, Adela Cupido Gutiérrez, David Romero Calzado, Victoriana Fernández Monge |
| PP        |       | Juan Ignacio Barrero, María Josefa Benavente Sanguino, Cristina Herrera Santa-Cecilia, Antonio Guerrero Guerrero, Fernando Baselga Laucirica, Mariano Gallego Barrero, Alberto Astorga González, César Díez Solís, Manuel Moreno Blázquez, Jesús Vicente Sánchez Cuadrado, Inocente Mayoral Sánchez, Manuel Jesús Morán Rosado, Domingo José Hidalgo Rodríguez, José Luis Santos Santos, José Vázquez Álvarez                                                                               |
| IU-CE     |       | Manuel Cañada Porras, María Teresa Rejas Rodríguez |

- Alfredo Gimeno (PSOE) est remplacé en octobre 1999 par Elías Paule Paule.
- Manuel Moreno (PP) est remplacé en février 2000 par Leonor Nogales de Basarrate.
- Soledad Pérez (PSOE) est remplacée en février 2000 par María Rosario García Díaz.
- Juan Ignacio Barrero (PP) est remplacé en mars 2000 par Quintín Montaño Rubio.

### 2003
| Parti        | Parti | Députés élus |
| ------------ | ----- | --- |
| PSOE-Ex-Reg. |       | Juan Carlos Rodríguez Ibarra, Pilar Blanco-Morales Limones, Francisco Fuentes Gallardo, María Ascensión Murillo Murillo, Guillermo Fernández Vara, Victoriana Fernández Monge, Manuel Amigo Mateos, María del Rosario Martín Martín, Luciano Fernández Gómez, Juan Manuel Rodríguez Tabares, Manuela Frutos Gama, José Luis Viñuela Díaz, Francisco García Ramos, Gloria González Oyola, Francisco Macías Martín, María Rosario García Díaz, Rafael Lemus Rubiales, María Concepción Chavero Carrizosa, María del Carmen González Marín, José Luis Velilla Sanz |
| PP-EU        |       | José Antonio Monago, Tomás Martín Tamayo, Cristina Herrera Santa-Cecilia, Antonio Guerrero Guerrero, María Luz Calvo Valero, Mariano Gallego Barrero, Fernando Baselga Laucirica, César Díez Solís, María Teresa Tortonda Gordillo, José Vázquez Álvarez, Pedro Francisco del Pino Bejarano, María Teresa Angulo Romero, Leonor Nogales de Basarrate |
| IU-SIEX      |       | Manuel Cañada Porras, Cristóbal José Guerrero Alonso |

- Manuel Cañada (IU) est remplacé en septembre 2003 par José Antonio Jiménez García.
- Pilar Blanco-Morales (PSOE) est remplacée en mai 2004 par Francisco Saavedra Santos.
- José Luis Velilla (PSOE) est remplacé en mai 2005 par Elías Paule Paule.

### 2007
| Parti        | Parti | Députés élus |
| ------------ | ----- | --- |
| PSOE-Ex-Reg. |       | Guillermo Fernández Vara, María Dolores Aguilar Seco, Francisco Fuentes Gallardo, Ignacio Sánchez Amor, Isabel Gil Rosiña, Manuel Amigo Mateos, Valentín García Gómez, María Sol Mateos Nogales, José Luis Viñuela Díaz, María Rosario García Díaz, Luciano Fernández Gómez, Antonio Gómez Yuste, Victoriana Fernández Monge, José Luis Velilla Sanz, Manuela Frutos Gama, Francisco Macías Martín, Anselmo Solana Hurtado, María Consolación Serrano García, Rafael Lemus Rubiales, Carmen Luisa Monterrubio Naranjo, Francisco Saavedra Santos |
| PP-EU        |       | José Antonio Monago, Tomás Martín Tamayo, María Teresa Angulo Romero, César Díez Solís, Cristina Herrera Santa-Cecilia, Miguel Ángel Celdrán Matute, María Pilar Vargas Maestre, Leonor Nogales de Basarrate, Juan Antonio Barrios García, Juan Parejo Fernández, Luis Alfonso Hernández Carrón, María Josefa Valadés Pulido, María Teresa Tortonda Gordillo, Antonio Quintana Guerrero |

- Rafael Lemus (PSOE) est remplacé en septembre 2007 par Eva María Martín Alfonso.
- Manuel Amigo (PSOE) est remplacé en février 2008 par María Ascensión Godoy Tena.

### 2011
| Parti     | Parti | Députés élus |
| --------- | ----- | --- |
| PP-EU     |       | José Antonio Monago, Consuelo de Fátima Rodríguez Píriz, Pedro Tomás Nevado-Batalla Moreno, María Teresa Angulo Romero, Luis Alfonso Hernández Carrón, Juan Parejo Fernández, Gema María Cortés Luna, Francisca Rosa Romero, Juan Antonio Morales Álvarez, César Díez Solís, Cristina Herrera Santa-Cecilia, Lorenzo Albarrán Cuenda, Beatriz Villalba Rivas, Luis Francisco Sánchez Álvarez, María Pilar Vargas Maestre, Juan Antonio Barrios García, Hipólito Pacheco Delgado |
| PSOE-Ex   |       | Guillermo Fernández Vara, María Ascensión Godoy Tena, Francisco Fuentes Gallardo, María Ascensión Murillo Murillo, Rafael Lemus Rubiales, Ana Belén Fernández González, Valentín García Gómez, Isabel Gil Rosiña, Miguel José Bernal Carrión, María Sol Mateos Nogales, Antonio Rodríguez Osuna, María Ignacia Ruiz de Gauna Burguillos, Antonio Gómez Yuste, Fernanda Ávila Núñez, Luciano Fernández Gómez, Francisco Macías Martín, Manuel Vázquez Villanueva                 |
| IU-V-SIEX |       | Pedro Escobar Muñoz, Alejandro Nogales Hernández |

- César Díez (PP) est remplacé en septembre 2011 par María Josefa Valadés Pulido.
- Francisco Fuentes (PSOE) est remplacé en septembre 2011 par María Consolación Serrano García.
- Teresa Angulo (PP) est remplacée en décembre 2011 par Ramón Cáceres Hidalgo.
- Cristina Herrera (PP) est remplacée en février 2012 par María Teresa Tortonda Gordillo.
- Pedro Nevado-Batalla (PP) est remplacé en juin 2014 par Francisco Javier Risquete Luengo.

### 2015
| Parti   | Parti | Députés élus |
| ------- | ----- | --- |
| PSOE    |       | Guillermo Fernández Vara, María de los Ángeles Ugalde Ortíz, José María Vergeles Blanca, Ana Belén Fernández González, Valentín García Gómez, Isabel Gil Rosiña, Rafael Lemus Rubiales, María Sol Mateos Nogales, Hugo Vázquez Velayos, María Ascensión Godoy Tena, Celestino Vegas Jiménez, Estrella Gordillo Vaquero, Juan Antonio González Gracia, Catalina Paredes Menea, Andrés Moriano Saavedra, María Teresa Macías Mateos, Francisco Macías Martín, María Dolores Becerra Martínez |
| PP      |       | José Antonio Monago, Trinidad Nogales Basarrete, Juan Parejo Fernández, Consuelo de Fátima Rodríguez Píriz, Luis Alfonso Hernández Carrón, María de los Ángeles Muñoz Marcos, Juan Antonio Morales Álvarez, Francisca Rosa Romero, Luis Francisco Sánchez Álvarez, Gema María Cortés Luna, Hipólito Pacheco Delgado, María Auxiliadora Correa Zamora, Lorenzo Albarrán Cuenda, Eva Pérez Zamora, Magdalena Carmona López                                                                   |
| Podemos |       | Eugenio Romero Borrallo, Jara Romero Berro, Daniel Hierro Fresno |

- José María Vergeles (PSOE) est remplacé en juillet 2015 par Felipe Redondo Milara.
- Isabel Gil Rosiña (PSOE) est remplacée en juillet 2015 par María Ángeles Camacho Soriano.
- Trinidad Nogales (PP) est remplacée en mars 2017 par Francisco Javier Risquete Luengo.
- Ángeles Ugalde (PSOE) est remplacée en novembre 2017 par Manuel Vázquez Villanueva.
- Eugenio Romero (Podemos) est remplacé en décembre 2018 par José Luis Murillo Peláez.

### 2019
| Parti | Parti | Députés élus |
| ----- | ----- | --- |
| PSOE  |       | Guillermo Fernández Vara, Estrella Gordillo Vaquero, Rafael Lemus Rubiales, María Sol Mateos Nogales, Valentín Cortés Cabanillas, María de la Cruz Buendía Lozano, José María Vergeles Blanca, Isabel Gil Rosiña Ricardo Andrés Utrera Fernández, María Ángeles Camacho Soriano, Andrés Moriano Saavedra, Ana Belén Fernández González, Juan Antonio González Gracia, Soraya Vega Prieto, Pedro Blas Vadillo Martínez, Catalina Paredes Menea, Felipe Redondo Milara, Montserrat Caldeira Cidre, Carlos Javier Rodríguez Jiménez, María Piedad Álvarez Cortés |
| PP    |       | José Antonio Monago, Inmaculada Sánchez Polo, Javier Cienfuegos Pinilla, Gema María Cortés Luna, Juan Parejo Fernández, Bibiano Serrano Calurano, María del Pilar Gómez de Tejada Díaz, Luis Alfonso Hernández Carrón, Consuelo de Fátima Rodríguez Píriz, Hipólito Pacheco Delgado |
| Cs    |       | David Salazar Pachón, Marta Pérez Guillén, Joaquín Vicente Prieto Tobalo, Fernando Baselga Laucirica |
| UP    |       | Irene de Miguel Pérez, Joaquín Macías Rodríguez |

- Fátima Rodríguez (PP), morte en fonctions, est remplacée en mars 2021 par Lorenzo Albarrán Cuenda.

### 2023
| Parti         | Parti | Députés élus |
| ------------- | ----- | --- |
| PSOE          |       | Guillermo Fernández Vara, María Sol Mateos Nogales, José María Vergeles Blanca, Soraya Vega Prieto, Rafael Lemus Rubiales, María de la Cruz Buendía Lozano, Julio César Rodríguez González, María de la Cruz Rodríguez Vegazo, Ricardo Andrés Utrera Fernández, Ana María Fernández Rodríguez, Andrés Moriano Saavedra, Estrella Gordillo Vaquero, Luis Tirado Vasco, María Piedad Álvarez Cortés, Valerio Marcial Rodríguez Casero, Isabel Gil Rosiña |
| PP            |       | Abel Bautista Morán, Sara García Espada, Manuel Naharro Gata, María Agustina Rodríguez Martínez, Pedro Pablo González Merino, Isabel María García López, María Isabel Babiano Serrano, María Teresa Tortonda Gordillo, Santiago Amaro Barril, Hipólito Pacheco Delgado, José Antonio Monago, María del Pilar Gómez de Tejada Díaz, María Francisca Martín Luengo, José Alberto Pérez Álvarez, Manuel Lozano Martínez                                   |
| Vox           |       | Ángel Pelayo Gordillo Moreno, Javier Bravo Arrobas, Juan José García García |
| Podemos-IU-AV |       | Irene de Miguel Pérez, Joaquín Macías Rodríguez |

- Sara García (PP) est remplacée le 14 septembre 2023 par Luisa María Durán Pagador.
- Santiago Amaro (PP) est remplacé le 14 septembre 2023 par Bibiano Serrano Calurano.
- José Antonio Monago (PP) est remplacé le 14 septembre 2023 par María Mercedes Pozo Beltrán.